# You Resemble Me
You Resemble Me ist ein international produziertes Filmdrama von Dina Amer aus dem Jahr 2021, die mit dem Film ihr Regiedebüt gab. Der Film feierte seine Premiere bei den 78. Internationalen Filmfestspielen von Venedig.

## Hintergrund
Dina Amer arbeitete als Reporterin für Vice News und berichtete über eine Razzia in Saint-Denis im Jahr 2015, in der Hasna Aït Boulahcen, eine Cousine des IS-Terroristen Abdelhamid Abaaoud, bei einem Schusswechsel mit der Polizei starb.
Boulahcens Familie wurde von mehreren Journalisten kontaktiert, aber sie entschieden sich, mit Amer zu sprechen, die im Laufe mehrerer Jahre über 360 Stunden Gespräche mit Familie und Bekannten von Hasna führte. Darauf basierend entstand das Drehbuch. Amer wollte, dass der Film nicht Hasnas Entscheidungen entschuldigt, sondern ihre Radikalisierung und ihren Lebensweg zeichnet und anderen ein mahnendes Beispiel ist. Vor der Produktion von You Resemble Me bot ein Major-Studio eine Zusammenarbeit unter der Bedingung an, einen Dokumentarfilm statt eines Spielfilms zu produzieren, was Amer ablehnte.